# ساعة لقلبك (فلم)
ساعة لقلبك هو فيلم مصري تم إنتاجه عام 1950، ومن إخراج حسن الإمام، وبطولة شادية وكمال الشناوي.

## تمثيل
- شادية
- كمال الشناوي
- زوزو شكيب
- صلاح منصور
- حسن فايق
- عبد العزيز محمود
- عزيز عثمان
- ثريا سالم

## أغاني الفيلم
- وحياتي قوللي
- يا نهار نادي
- يافاتح نفوسنا
- فلفلي يا مرات أبوه

## روابط خارجية
- مقالات تستعمل روابط فنية بلا صلة مع ويكي بيانات